# Abuda
Adaílson Pereira Coelho dit Abuda est un footballeur brésilien, né le 28 mars 1986. Il joue au poste d'attaquant.

## En club
Formé aux Corinthians, il tente très tôt sa chance en Europe en s'engageant en 2005 au VfL Wolfsburg. Après un seul match joué dans la saison, il tente sa chance dans le Championnat de Belgique au Germinal Beerschot, où il ne foule guère plus les pelouses.
De retour au Brésil avec l'Avaí FC, il collectionne les prêts en 2009.
En janvier 2010, il tente un retour en Europe en faisant un essai au Tours Football Club en D2 française. Son essai est concluant et il signe un contrat de six mois (plus une année en option) avec le club tourangeau.
À la fin de saison 2009-2010, il quitte le club de Tours et est désormais libre de tout contrat, il n'a pas réussi à convaincre les dirigeants tourangeaux pour signer une année supplémentaire. Il quitte sans avoir joué la moindre minute en équipe première.

## En sélection nationale
En 2003, il participe à la Coupe du monde des moins de 17 ans en Finlande, il dispute six matchs pour quatre buts inscrits et devient champion du monde avec sa sélection : le Brésil.

## Palmarès
| - Brésil - 17 ans - Coupe du monde des moins de 17 ans - Vainqueur : 2003. |

## Carrière
| Saison    | Club          | Pays                | Championnat        | Coupes nationales | Coupes Continentales  | Sélection Brésil |
| --------- | ------------- | ------------------- | ------------------ | ----------------- | --------------------- | ---------------- |
| 2003      | Corinthians   | Brasileirão         | 9 matchs / 2 buts  | -                 | -                     | -                |
| 2004      | Náutico       | Brasileirão         | -                  | -                 | -                     | -                |
| 2005      | Corinthians   | Brasileirão         | 5 matchs / 3 buts  | -                 | -                     | -                |
| 2005-2006 | VfL Wolfsburg | Bundesliga          | 1 match            | -                 | -                     | -                |
| 2006-2007 | G.Beerschot   | Jupiler Pro League  | 2 matchs           | -                 | -                     | -                |
| 2007      | Vasco de Gama | Brasileirão         | 10 matchs          | -                 | 2 matchs / 1 but (CS) | -                |
| 2008      | Vasco de Gama | Brasileirão         | -                  | 1 match           | -                     | -                |
| 2008      | Avaí          | Série B             | 16 matchs / 6 buts | -                 | -                     | -                |
| 2009      | Paraná        | Série B             | 3 matchs           | -                 | -                     | -                |
| 2009      | Marília       | Campeonato Paulista | 11 matchs / 7 buts | -                 | -                     | -                |
| 2009      | Brasiliense   | Série B             | 14 matchs / 4 buts | -                 | -                     | -                |
| 2009-2010 | FC Tours      | Ligue 2             | -                  | -                 | -                     | -                |

Dernière mise à jour le 24 janvier 2010